# Halogénure d'hydrogène
Les halogénures d'hydrogène sont des composés binaires de l'hydrogène et d'un atome d'halogène (éléments du groupe 17 : fluor, chlore, brome, iode et astate). Comme ces derniers, ils sont théoriquement au nombre de cinq, bien que l'astate étant trop rare et instable, l'astature d'hydrogène n'a jamais pu être isolé en quantités macroscopiques.
| Composé              | Formule | Structure | Modèle | d(H−X) en pm (phase gaz) | μ en D |
| -------------------- | ------- | --------- | ------ | ------------------------ | ------ |
| Fluorure d'hydrogène | HF      |           |        | 91,7                     | 1,86   |
| Chlorure d'hydrogène | HCl     |           |        | 127,4                    | 1,11   |
| Bromure d'hydrogène  | HBr     |           |        | 141,4                    | 0,788  |
| Iodure d'hydrogène   | HI      |           |        | 160,9                    | 0,382  |
| Astature d'hydrogène | HAt     |           |        | 172,0                    |        |

Leurs formes solvatées, constituées d'un cation hydrogène (H+) et d'un anion halogénure (fluorure F−, chlorure Cl−, bromure Br−, iodure I−, astature At−) sont les acides halogénohydriques.
Le chlorure, le bromure et l'iodure d'hydrogène ont plusieurs points en commun, ils sont :
- des gaz incolores à température ambiante et fument dans l'air humide ;
- très solubles dans l'eau ;
- des acides forts.

## Production
Les halogénures d'hydrogène les plus produits industriellement sont HCl (le composé anhydre ou sa solution : acide chlorhydrique) et HF (solution : acide fluorhydrique). La production de HBr et HI (et leur solution) est beaucoup plus faible.
→ HF est produit par la réaction suivante (à 200–250 °C) :
CaF2 (s) + H2SO4 (l) → CaSO4 (s) + 2 HF(g).
Le gaz produit est alors purifié puis recondensé pour obtenir une pureté de 99,9 % après distillation.
→ HCl peut être produit par réaction de H2 sur Cl2 ou encore NaCl avec H2SO4.
Industriellement, DCl (équivalent deutéré de HCl) est aussi produit par action de D2O (eau deutérée ou « eau lourde ») sur PhCOCl (PCl3, AlCl3 sont également possibles).
→ HBr est principalement produit par réaction de H2 sur le dihalogène.
→ HI est également produit par la voie précédente mais les industriels utilisent plutôt la réaction suivante :
2 I2 + N2H4 → 4 HI + N2.